# Toyota 4Runner
O 4Runner é um utilitário esportivo de porte médio-grande da Toyota. É também conhecido como Hilux Surf no Japão e Hilux SW4 no Brasil, sendo uma versão fechada da Hilux.